# Kanton Giromagny
Kanton Giromagny je kanton v departementu Territoire de Belfort v regionu Franche-Comté. Sídlem správy je město Giromagny.

## Obce kantonu
- Auxelles-Bas (A-B)
- Auxelles-Haut (A-H)
- Chaux (Ch)
- Évette-Salbert (E-S)
- Giromagny (Gi)
- Grosmagny (Gr)
- Lachapelle-sous-Chaux (L-C)
- Lepuix (L-G)
- Petitmagny (P)
- Riervescemont (Ri)
- Rougegoutte (Ro)
- Sermamagny (S)
- Vescemont (V)